# فالينتينا إيفاخنينكو
فالينتينا إيفاخنينكو (بالروسية: Ивахненко, Валентина Юрьевна) مواليد 27 يونيو 1993 في يالطا، هي لاعبة كرة مضرب روسية. أعلى تصنيف لها في الفردي كان المركز الـ 217 في سنة 2013. أعلى تصنيف لها في الزوجي كان المركز الـ 125 في سنة 2013.

## النهائيات

### الفردي (4–3)
| الحصيلة | الرقم | التاريخ        | الدورة         | الأرضية | المنافس           | النتيجة       |
| ------- | ----- | -------------- | -------------- | ------- | ----------------- | ------------- |
| الفوز   | 1.    | 28 مارس 2010   | أنطاليا، تركيا | ترابية  | ميهايلا بازارنسكا | 6–3, 6–0      |
| الفوز   | 2.    | 4 أبريل 2010   | أنطاليا، تركيا | ترابية  | دانييل هارمسن     | 6–3, 7–6(5)   |
| الفوز   | 3.    | 2 أكتوبر 2010  | بوتشا          | ترابية  | أوكسانا ليوبتسوفا | 6–2, 2–0 Ret  |
| الوصافة | 1.    | 3 يوليو 2011   | دنين، فرنسا    | ترابية  | تيليانا بيريرا    | 4–6, 3–6      |
| الفوز   | 4.    | 6 أغسطس 2011   | موسكو، روسيا   | ترابية  | فاليريا سولوفيفا  | 6–1, 6–3      |
| الوصافة | 2.    | 18 أغسطس 2013  | قازان، روسيا   | صلبة    | ليودميلا كيتشينوك | 2–6, 6–2, 2–6 |
| الوصافة | 3.    | 12 ديسمبر 2015 | القاهرة، مصر   | ترابية  | ميهايلا بازارنسكا | 0–6, 3–6      |

## روابط خارجية
- فالينتينا إيفاخنينكو على موقع رابطة محترفات التنس (الإنجليزية)
- فالينتينا إيفاخنينكو على موقع الاتحاد الدولي لكرة المضرب (الإنجليزية)
- فالينتينا إيفاخنينكو على موقع خلاصة التنس.كوم (الإنجليزية)